# Tanganika (jezero)
Tanganika (anglicky Lake Tanganyika, francouzsky Lac Tanganyika, svahilsky Tanganyika) je jezero ve Východní Africe na hranicích Demokratické republiky Kongo, Tanzanie, Zambie a Burundi. Většina jeho rozlohy patří Demokratické republice Kongo (45 %) a Tanzanii (41 %). Nachází se mezi masivy hor na západní straně Velké příkopové propadliny. Jezero je nejhlubší v Africe, svou rozlohou druhé největší v Africe a obsahuje nejvíce vody ze všech afrických jezer. Má rozlohu 34 000 km². V severojižním směru měří zhruba 650 km a je 40 až 80 km široké. Dosahuje maximální hloubky 1470 m. Průměrná hloubka je 570 m. Rozloha povodí činí 244 500 km². Délka pobřeží činí 1828 km. Leží v nadmořské výšce 773 m.

## Pobřeží
Pobřeží je celkově přímé s malými mělkými zálivy. Částečně je vysoké a srázné a částečně ploché, obklopené úzkou příjezerní rovinou.

## Dno
Podvodním prahem je rozděleno na dvě hluboké části. Maximální hloubky dosahuje v jižní části. Po Bajkalu v Rusku je druhé nejhlubší na Zemi a třetí podle objemu zadržené vody.

## Vodní režim

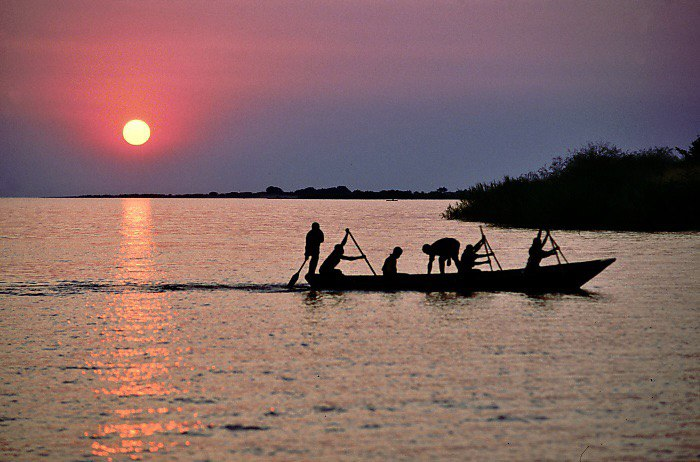
Rybáři na jezeře Tanganika

Hlavní přítoky jsou Malagarasi, Kalambo a Ruzizi. Z jezera odtéká řeka Lukuga, která ústí do Lualaby horního toku Konga. Průměrný roční příbytek vody činí 64,8 km³ (z toho činí srážky 40,9 km³ (63 %) a řeky 23,9 km³ (37 %)). V úbytku vody převažuje vypařování 61,2 km³ (94,4 %) a na odtok zbývá jen 3,6 km³ (5,6 %). V 1. polovině 19. století existovala v důsledku zemětřesení nebo sesuvu v dolině Lukugi poblíž jejího odtoku z jezera hráz. Tanganika byla tehdy bezodtokým jezerem, jehož úroveň se v průběhu několika desetiletí zvyšovala. V roce 1878 se hráz protrhla a úroveň hladiny poklesla a na začátku 20. století se ustálila. Dlouholetá amplituda kolísání úrovně hladiny činí ve 20. století přibližně 4 m a sezónní 0,7 m (nejvyšší úroveň je v dubnu a květnu a nejnižší v říjnu nebo listopadu). Na jezeře se vytvářejí vlny poháněné jihovýchodním pasátem. Někdy se vyskytují i sejši (vlny s dlouhou periodou).

## Vlastnosti vody
Voda je sladká, ale s vyšším obsahem solí hořčíku. Teplota vody na povrchu kolísá v průběhu roku od 23,6 až 23,8 do 26,5 °C. V hloubce větší než 400 m se drží stálá teplota přibližně 23 °C. Ustálená teplotní stratifikace brání promíchávání vodní masy, v důsledku čehož je pouze horní vrstva (100 až 200 m) obohacena kyslíkem a tedy vhodná k životu. Faktor pH vody je 8,4.

## Fauna a flóra
Přibližně 75 % fauny jsou endemické druhy (převážně ryby, krevety, lasturnatky, raci, klanonožci a plži). Vyskytují se zde hroši, krokodýli a mnoho vodního ptactva. Je zde rozšířeno rybářství (hlavní průmyslový význam má sleďovitá ryba dagaa).

## Využití

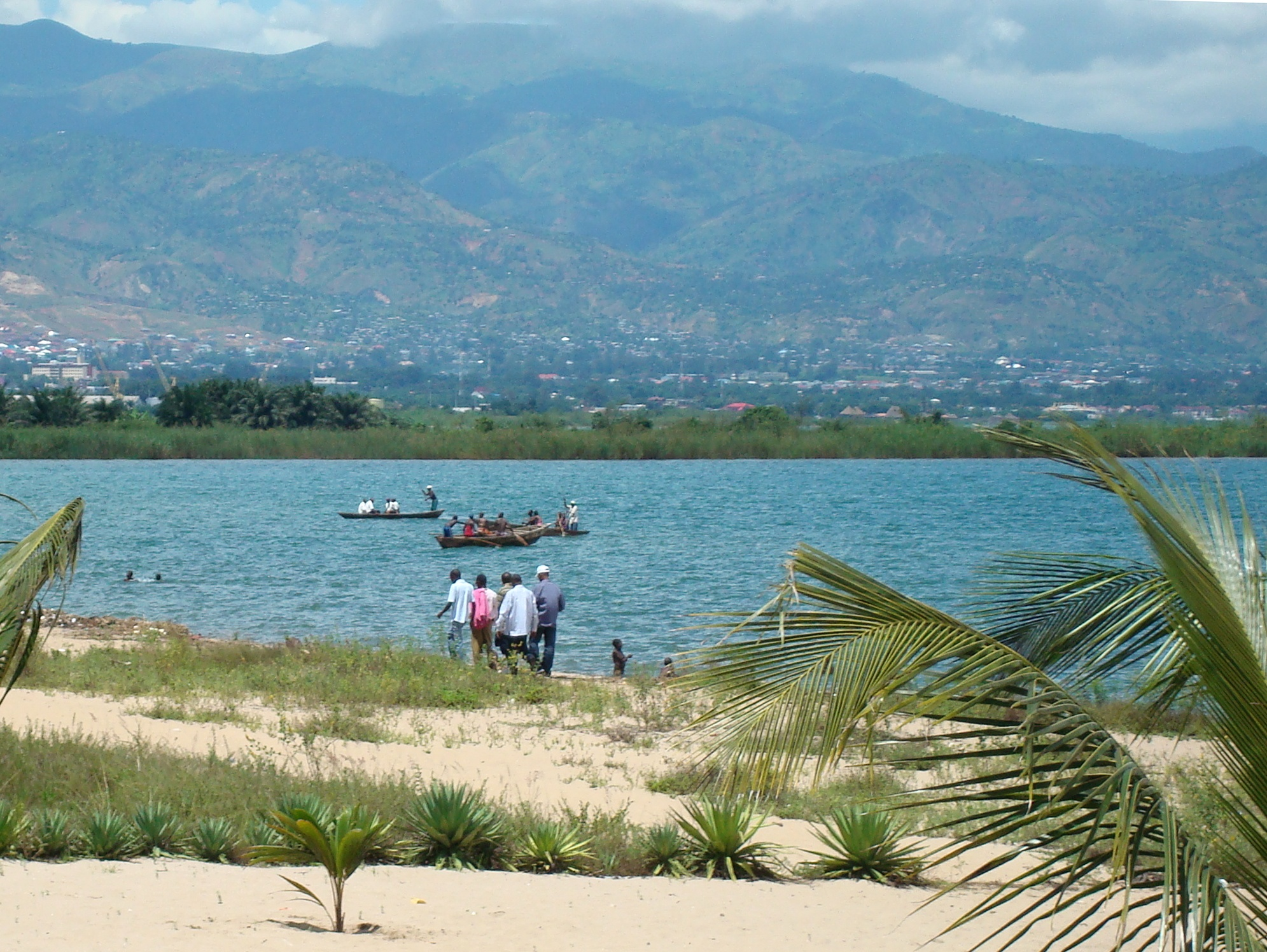
Bujumbura, největší město Burundi, na břehu jezera Tanganika

### Doprava
Na jezeře je rozvinutá místní lodní doprava. Dodnes se zde plaví 1200 tunová MV Liemba, původně německá válečná loď Graf von Götzen, jejíž osudy byly inspirací pro knihu a později i film Africká královna.

### Osídlení pobřeží
Na břehu leží přístavy Kigoma (Tanzanie), Bujumbura (Burundi) a Kalima (Demokratická republika Kongo). Kigoma je spojena železnicí s městem Dar es Salaam na pobřeží Indického oceánu.

## Historie
Jezero bylo objeveno v r 1857 anglickými cestovateli R. Burtonem a J. Spekem.